# Голотки

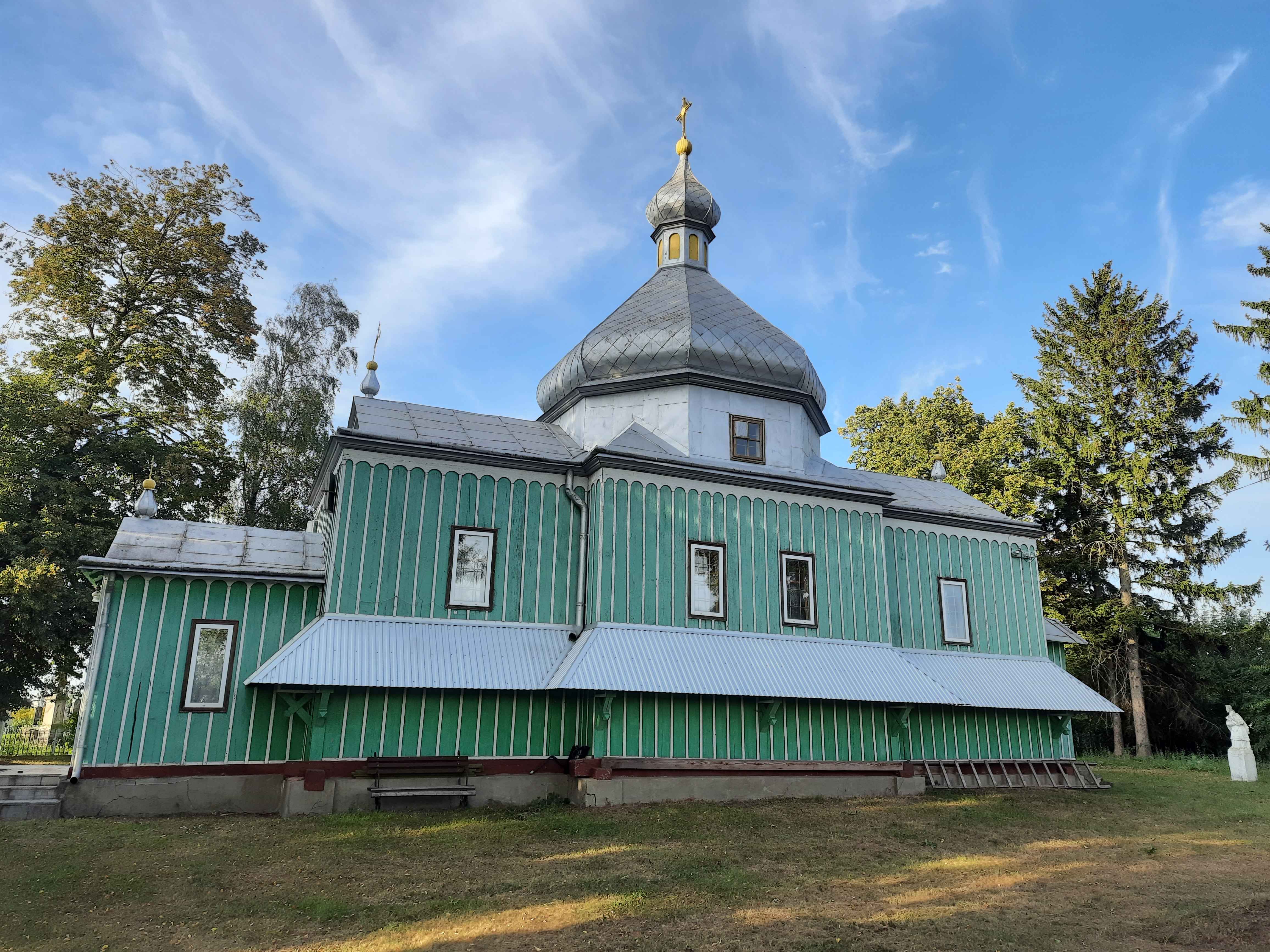
Троїцька церква 1784р

Голо́тки (пол. Hołotki, або пол. Hołodki) — село в Україні, у Скориківській сільській громаді Тернопільського району Тернопільської області. У вересні 2015 року село увійшло в склад Скориківської сільської громади. Через село протікає річка Нетека, що впадає у Збруч.
Перша історична згадка датована 1629 року на той час у складі Речі Посполитої.
1784 року панами Канськими (пол. Kański) збудована дерев'яна церква, що посвячена в день Святої Трійці (зараз входить у патріархат Православної Церкви України) в цей день, також, традиційно проходить свято села.
Населення — 389 осіб (2001).

## Історія
Враховуючи, що село сформувалось в часи Речі Посполитої (1629 року), ймовірно, що назва села Голотки походить від давнього прізвиська станових родослівних назв Голота (пол. Gołota' чи пол. Hołota').
Ймовірно, що засновкиками (як і у випадку з польськими селами Ґолоти, Куявсько-Поморського воєводства та Ґолоти, Мазовецького воєводства, були носії прізвищ Голота.
1782 року панами Канськими, на той час власниками села Голотки, будується дерев'яний храм грецького обряду і освячується на Зелені Свята (День Святої Трійці). В цей день традиційно проходить свято села.
В селі діяли товариства «Просвіта», «Січ», «Сільський господар», «Союз українок», «Рідна школа».
До Другої світової війни та на її початку  війтом Голоток був Микола Романюк (1890—1970рр.). Про рід Романюків за архівними метричними книгами парафії сіл Кошляки і Голотки відомо з 1771 р.
12 червня 2020 року, відповідно до розпорядження Кабінету Міністрів України  № 724-р «Про визначення адміністративних центрів та затвердження територій територіальних громад Тернопільської області», село увійшло до складу Скориківської селищної громади.
19 липня 2020 року в результаті адміністративно-територіальної реформи та ліквідації Підволочиського району, село увійшло до складу новоствореного Тернопільського району.

## Населення

### Мова
Розподіл населення за рідною мовою за даними перепису 2001 року:
| Мова       | Кількість | Відсоток |
| ---------- | --------- | -------- |
| українська | 389       | 100%     |

## Пам'ятки
Дерев'яна церква Святої Трійці (1784) збудована панами Канськими та посвячена в день Святої Трійці (зараз входить у патріархат Православної Церкви України).
Пам'ятник воїнам-односельцям, полеглим в часи Другої світової війни (1968).

## Соціальна сфера
У Голотках діють:
- Амбулаторія;
- Бібліотека;
- Дім культури;
- Початкова школа (І ступеню);
- Православна церква (патріархату ПЦУ).

## Відомі люди
- Дячук Іван Зеновійович (05.07.1975 — 17.07. 2015). Старший лейтенант 72 ОМБр, учасник війни на сході України.[4]
- Романюк Богдан Васильович (15 червня 1946 р. в с. Голотки, Підволочиського району, Тернопільської області) — доцент кафедри транспортного права та логістики національного транспортного університету, кандидат юридичних наук, доктор філософії, генерал-лейтенант міліції.[5]
- Чеславський Володимир Едвардович (20 вересня 1976, у с. Голотки, Підволочиський район, Тернопільська область — 26 січня 2015, с. Трипілля, Артемівський район, Донецька область) — військовослужбовець 26-ї Бердичівської окремої артилерійської бригади. Учасник війни на сході України.[6]